# Garra
Garra ist eine Karpfenfischgattung, die vor allem in fließenden Gebirgsgewässern lebt. Von den über 120 Arten leben 17 im östlichen Zentral- und Westafrika, der Rest im subtropischen und tropischen Süd- und Südostasien (südöstliche Türkei, Indien bis Malaysia und Südchina).

## Merkmale
Garra-Arten besitzen einen langgestreckten, zylindrischen oder leicht abgeflachten Körper und werden 6 bis 30 cm lang. Charakteristisches Merkmal ist ihre Unterlippe, die zu einer Saugscheibe mit verhornten Rändern umgebildet ist und mit der es den Fischen möglich ist, sich in strömendem Wasser an Steinen und Felsen festzusaugen. Ein oder zwei Paar Barteln können vorhanden sein oder (selten) auch fehlen. Die Schuppen der Fische sind mittelgroß, ihre Seitenlinie ist vollständig und verläuft immer auf der Flankenmitte. Die Rückenflosse beginnt kurz vor dem Bauchflossenansatz und besitzt keinen vollständig verknöcherten Flossenstrahl. Lediglich der längste der vorderen Rückenflossenstrahlen kann teilweise verknöchert sein. Insgesamt wird die Rückenflosse von zehn bis elf Flossenstrahlen gestützt. Die Brustflossen besitzen vorne zwei oder mehr ungeteilte Flossenstrahlen. Das Cleithrum (Teil des Schultergürtels) ist schmal und lang, das Mesethmoid, ein Schädelknochen, ist von oben gesehen breiter als lang.

## Arten
Es gibt über 120 Arten:

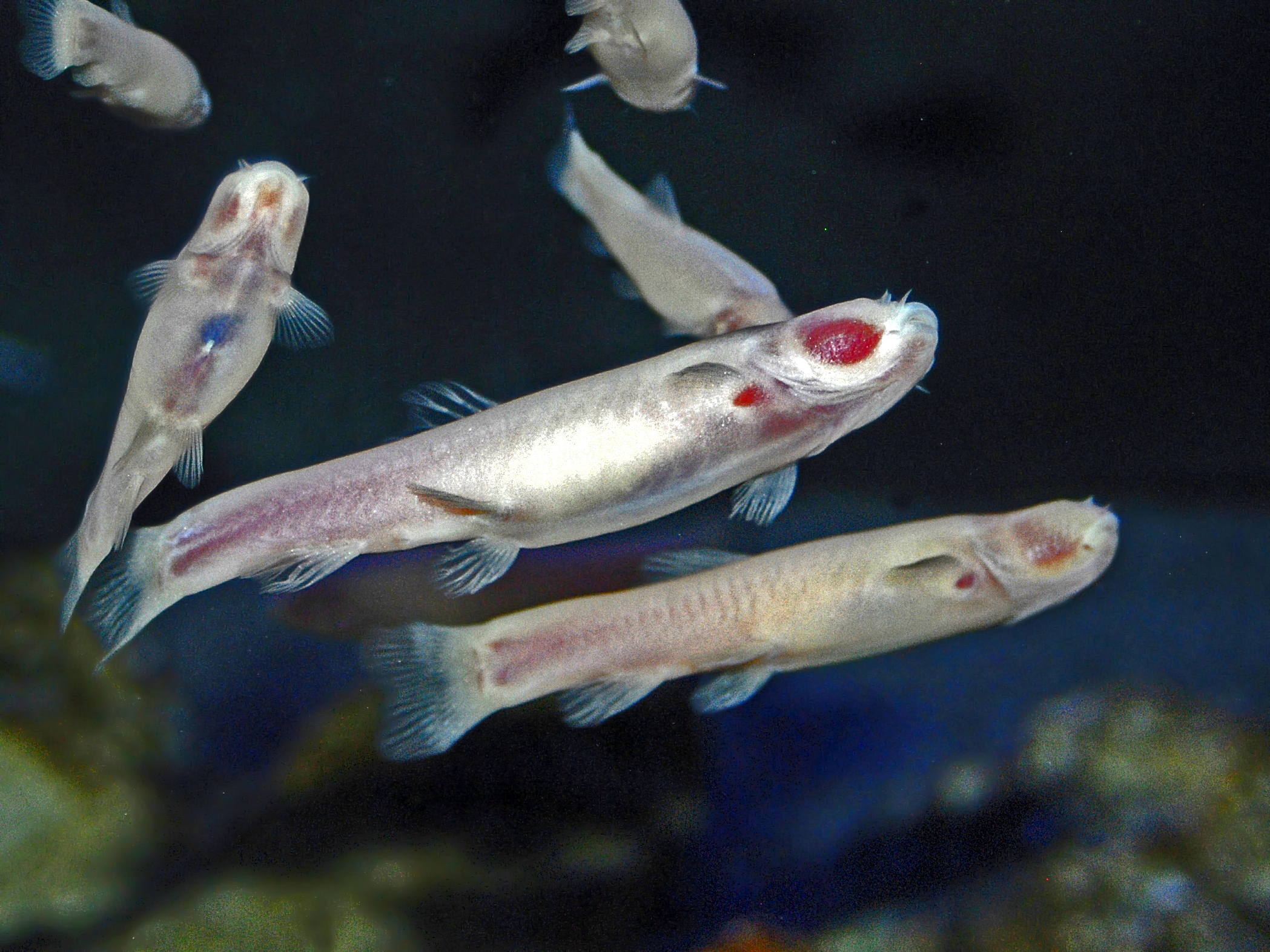
Somalischer Höhlenfisch
Garra andruzzii

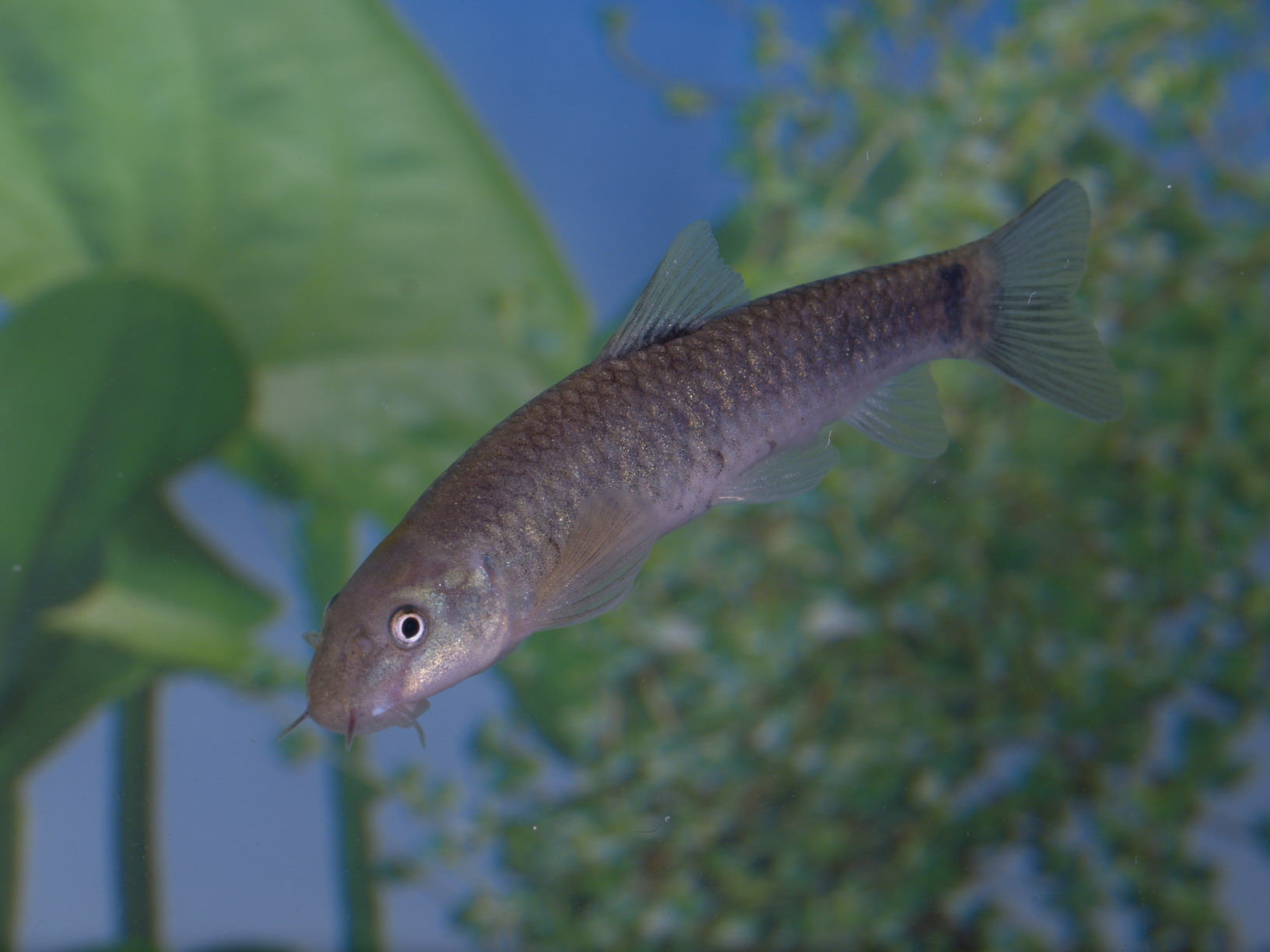
Oman-Barbe Garra barreimiae

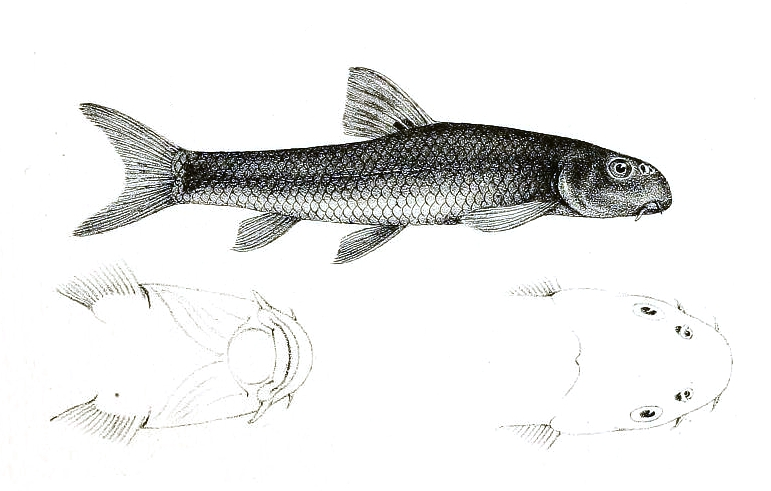
Garra blanfordii

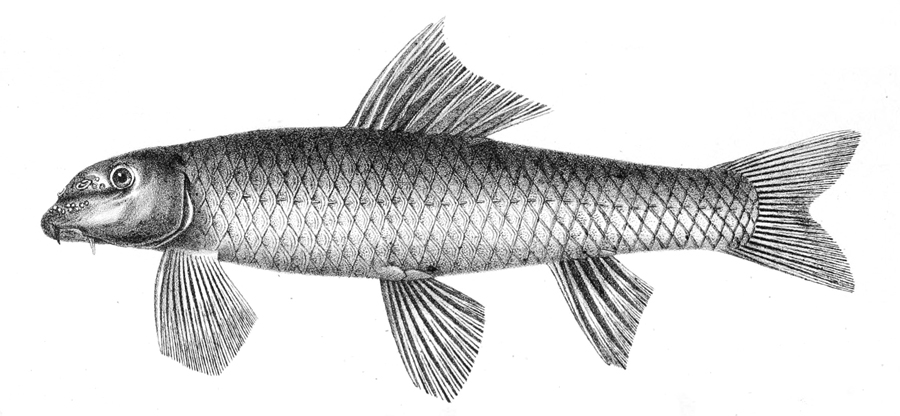
Garra gotyla

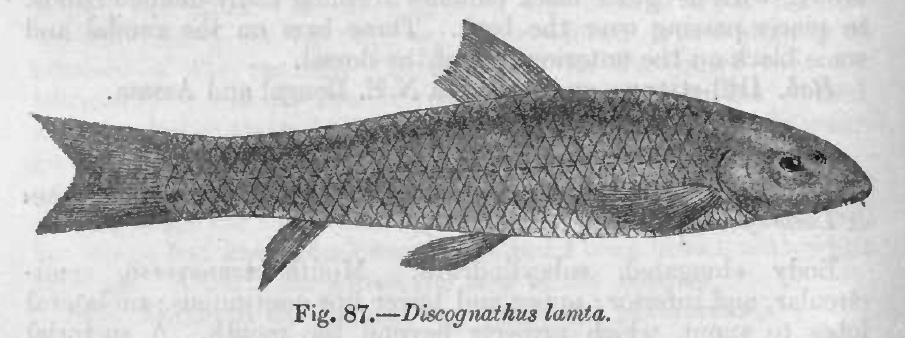
Garra lamta

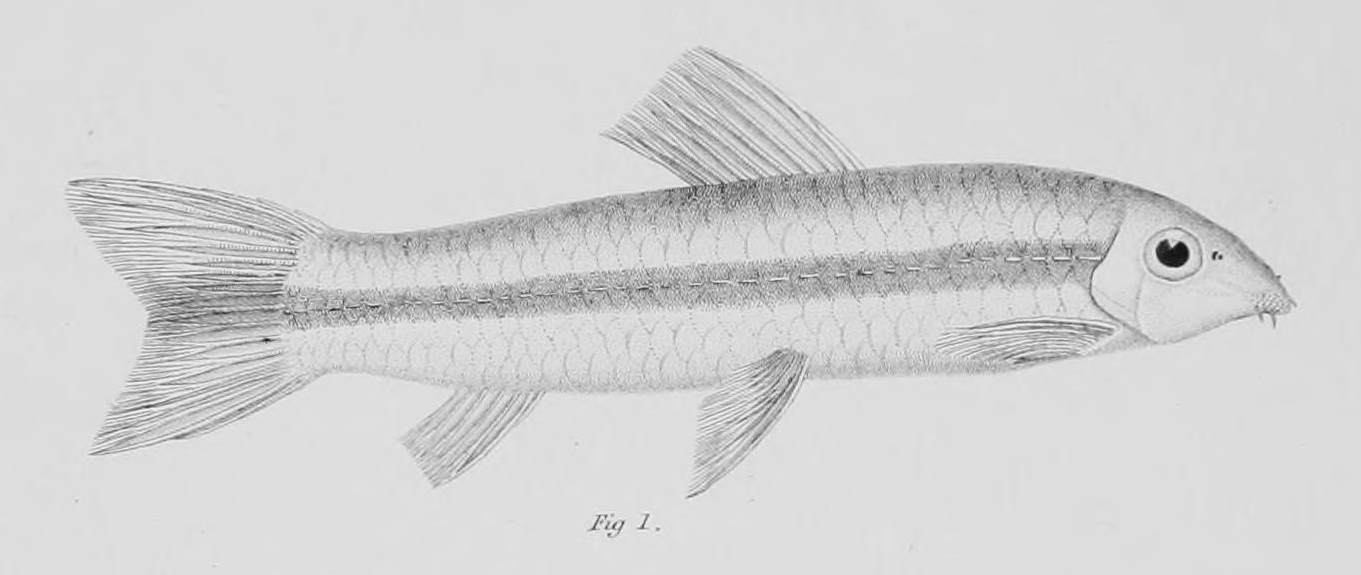
Garra mullya

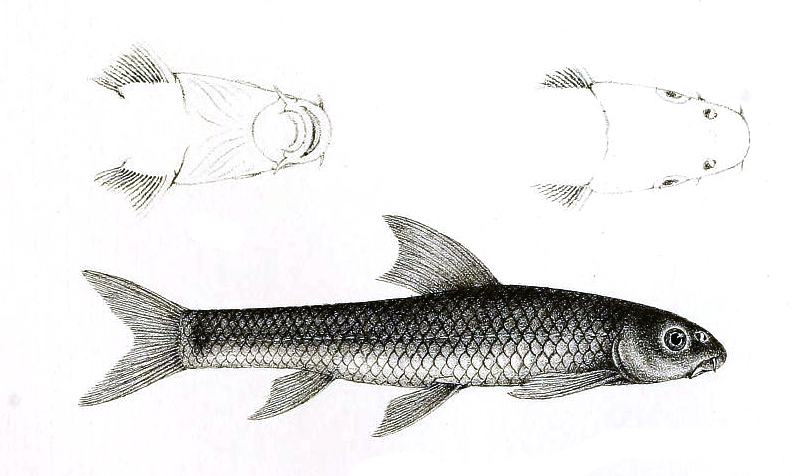
Garra makiensis

- Garra aethiopica (Pellegrin, 1927)
- Garra allostoma Roberts, 1990
- Somalischer Höhlenfisch Garra andruzzii Vinciguerra, 1924
- Garra annandalei Hora, 1921
- Garra apogon (Norman, 1925)
- Garra arunachalensis Nebeshwar & Vishwanath, 2013
- Garra arupi Nebeshwar, Vishwanath & Das, 2009
- Oman-Barbe[1] Garra barreimiae Fowler & Steinitz, 1956
- Garra bibarbatus (Nguyen, 2001)
- Garra bicornuta Narayan Rao, 1920
- Garra bimaculacauda Thoni et al., 2016
- Garra birostris Nebeshwar & Vishwanath, 2013
- Garra bispinosa Zhang, 2005
- Garra blanfordii (Boulenger, 1901)
- Garra borneensis (Vaillant, 1902)
- Garra bourreti (Pellegrin, 1928)
- Garra buettikeri Krupp, 1983
- Garra cambodgiensis (Tirant, 1883)
- Garra caudofasciata (Pellegrin & Chevey, 1936)
- Garra ceylonensis Bleeker, 1863
- Garra chakpiensis Nebeshwar & Vishwanath, 2015
- Garra chindwinensis Premananda et al., 2018
- Garra clavirostris Roni et al., 2017
- Garra compressus Kosygin & Vishwanath, 1998
- Garra congoensis Poll, 1959
- Garra cornigera Shangningam & Vishwanath, 2015
- Garra cryptonemus (Cui & Li, 1984)
- Garra cyclostomata Mai, 1978
- Garra cyrano Kottelat, 2000
- Garra deccanensis Jadhav et al., 2022
- Garra dembecha Getahun & Stiassny, 2007
- Garra dembeensis (Rüppell, 1835)
- Garra dengba Deng et al., 2018
- Garra dunsirei Banister, 1987
- Garra duobarbis Getahun & Stiassny, 2007
- Garra elongata Vishwanath & Kosygin, 2000
- Garra ethelwynnae Menon, 1958
- Garra fasciacauda Fowler, 1937
- Garra fisheri (Fowler, 1937)
- Garra flavatra Kullander & Fang, 2004
- Garra fuliginosa Fowler, 1934
- Garra geba Getahun & Stiassny, 2007
- Garra ghorensis Krupp, 1982
- Garra gotyla Shrestha, 1978
- Garra gracilis (Pellegrin & Chevey, 1936)
- Garra gravelyi (Annandale, 1919)
- Garra hainanensis Chen & Zheng, 1983
- Garra hughi Silas, 1955
- Garra ignestii (Gianferrari, 1925)
- Garra imbarbatus (Nguyen, 2001)
- Garra imberba Garman, 1912
- Garra imberbis (Vinciguerra, 1890)
- Garra incisorbis Zheng, Yang & Chen, 2016
- Garra jordanica Hamidan et al., 2014
- Garra khawbungi Arunachalam et al., 2014
- Garra kalakadensis Rema Devi, 1993
- Garra kempi Hora, 1921
- Garra laichowensis Nguyen & Doan, 1969
- Garra lamta (Hamilton, 1822)
- Garra lancrenonensis Blache & Miton, 1960
- Garra langlungensis Ezung et al., 2021[2]
- Garra lissorhynchus (McClelland, 1842)
- Garra litanensis Vishwanath, 1993
- Garra longchuanensis Yu et al., 2016
- Garra longipinnis Banister & Clarke, 1977
- Garra lorestanensis Mousavi-Sabet & Eagderi, 2016
- Garra makiensis (Boulenger, 1904)
- Garra mamshuqa Krupp, 1983
- Garra manipurensis Vishwanath & Sarjnalini, 1988
- Garra mcclellandi (Jerdon, 1849)
- Garra menoni Rema Devi & Indra, 1984
- Garra micropulvinus Zhou, Pan & Kottelat, 2005
- Garra mirofrontis Chu & Cui, 1987
- Garra mondica Sayyadzadeh et al., 2015
- Garra mullya (Sykes, 1839)
- Garra naganensis Hora, 1921
- Garra nambulica Vishwanath & Joyshree, 2005
- Garra namyaensis  Shangningam & Vishwanath, 2012
- Garra nasuta (McClelland, 1838)
- Garra nepalensis Rayamajhi & Arunachalam, 2017
- Garra nethravathiensis Arunachalam & Nandagopal, 2014
- Garra nigricollis Kullander & Fang, 2004
- Garra notata (Blyth, 1860)
- Garra nujiangensis Chen, Zhao & Yang, 2009
- Garra orientalis Nichols, 1925
- Garra ornata (Nichols & Griscom, 1917)
- Garra paralissorhynchus Vishwanath & Shanta Devi, 2005
- Garra parastenorhynchus Thoni et al., 2016
- Garra periyarensis Gopi, 2001
- Garra persica Berg, 1914
- Garra phillipsi Deraniyagala, 1933
- Garra poecilura Kullander & Fang, 2004
- Garra poilanei Petit & Tchang, 1933
- Garra propulvinus Kullander & Fang, 2004
- Garra qiaojiensis Wu & Yao, 1977
- Garra quadratirostris Nebeshwar & Vishwanath, 2013
- Garra quadrimaculata (Rüppell, 1835)
- Garra rakhinica Kullander & Fang, 2004
- Garra regressus Getahun & Stiassny, 2007
- Garra rezai Mousavi-Sabet, Eagderi, Saemi-Komsari, Kaya, Freyhof, 2022
- Garra robertsi  Thoni & Mayden, 2015
- Garra robustus (Zhang, He & Chen, 2002)
- Garra rossica (Nikolskii, 1900)
- Garra rotundinasus Zhang, 2006
- Rötliche Saugbarbe Garra rufa (Heckel, 1843)
- Garra rupecula (McClelland, 1839)
- Garra sahilia Krupp, 1983
- Garra salweenica Hora & Mukerji, 1934
- Garra simbalbaraensis Rath et al., 2019
- Garra smarti Krupp & Budd, 2009
- Garra spilota Kullander & Fang, 2004
- Garra surendranathanii Shaji, Arun & Easa, 1996
- Garra tamangi Gurumayum & Kosygin, 2016
- Garra tana Getahun & Stiassny, 2007
- Garra tengchongensis Zhang & Chen, 2002
- Garra theunensis Kottelat, 1998
- Garra tibanica Trewavas, 1941
- Garra trewavasai Monod, 1950
- Garra trilobata Shangningam & Vishwanath, 2015
- Garra tyao Arunachalam et al., 2014
- Garra ukhrulensis Nebeshwar & Vishwanath, 2015
- Garra variabilis (Heckel, 1843)
- Garra vittatula Kullander & Fang, 2004
- Garra waensis  Lothongkham, Arbsuwan & Musikasinthorn, 2014
- Garra wanae (Regan, 1914)
- Garra waterloti (Pellegrin, 1935)
- Garra yiliangensis Wu & Chen, 1977